# Ayou
Ayou ist ein Arrondissement im Departement Atlantique in Benin. Es ist eine Verwaltungseinheit, die der Gerichtsbarkeit der Kommune Allada untersteht.

## Demografie und Verwaltung
Gemäß der Volkszählung von 2013 hatte Ayou 7897 Einwohner, davon waren 3886 männlich und 4011 weiblich.
Das Arrondissement Agbanou setzt sich aus 13 Dörfern zusammen:
1. Ahota
2. Gbédji
3. Gbéova
4. Hangnan
5. Hounkpa
6. Lanmandji
7. Sèbo
8. Tanmey
9. Tokpa
10. Zindagba
11. Zoungoudo